# María Luisa de Haití
Marie-Louise Coidavid, Casada con Henri Christophe (1778-1851), fue la reina consorte del Reino de Haití desde 1811 hasta 1820 como la esposa de Enrique I.

## Primeros años
Marie-Louise nació en una familia de negros libres; su padre era el propietario del Hotel de la Couronne, Cabo Haitiano. Se casó con Henri Christophe en esta ciudad en 1793. Tuvieron cuatro hijos: François Ferdinand (nacido 1794 y fallecido en 1814), Françoise-Améthyste (nacida en 1798 y fallecida en 1831), Athénaïs (nacida en 1800 y fallecida en 1839) y Victor-Henri (nacido en 1804 y asesinado en 1820).
Durante la invasión francesa iniciada en 1802, ella y sus hijos vivieron en la clandestinidad hasta 1804, cuando se proclamó el Primer Imperio de Haití.

## Su vida como reina
En 1811, a Marie-Louise se le dio el título de "Reina consorte del Reino de Haití". Su nuevo estatus le dio tareas ceremoniales a realizar, damas de honor, una secretaria y su propia corte, y procuró ser una reina activa. Tomó su puesto en serio, y declaró que el título "que le dio la nación", también llevaba aparejados responsabilidades y deberes que cumplir. Así, a la manera europea, sirvió como anfitriona de los eventos y ceremonias celebrados en la corte real instaurada en el Palacio de Sans-Souci.
Después del suicidio de su esposo el 8 de octubre de 1820 y el asesinato de su hijo el 18 de octubre del mismo año, se quedó con sus hijas en el palacio hasta que fueron escoltadas por los seguidores de su esposo junto a su cadáver. Después de su salida, el palacio fue atacado y saqueado. A Marie-Louise y sus hijas se les dio la propiedad Lambert fuera de la capital. Allí fue visitada por el nuevo presidente Jean-Pierre Boyer, quien le ofreció su protección. Se les permitió establecerse en Puerto Príncipe. Marie-Louise fue descrita como tranquila y resignada, pero sus hijas, especialmente Athénaïs, como vengativa.

## El exilio

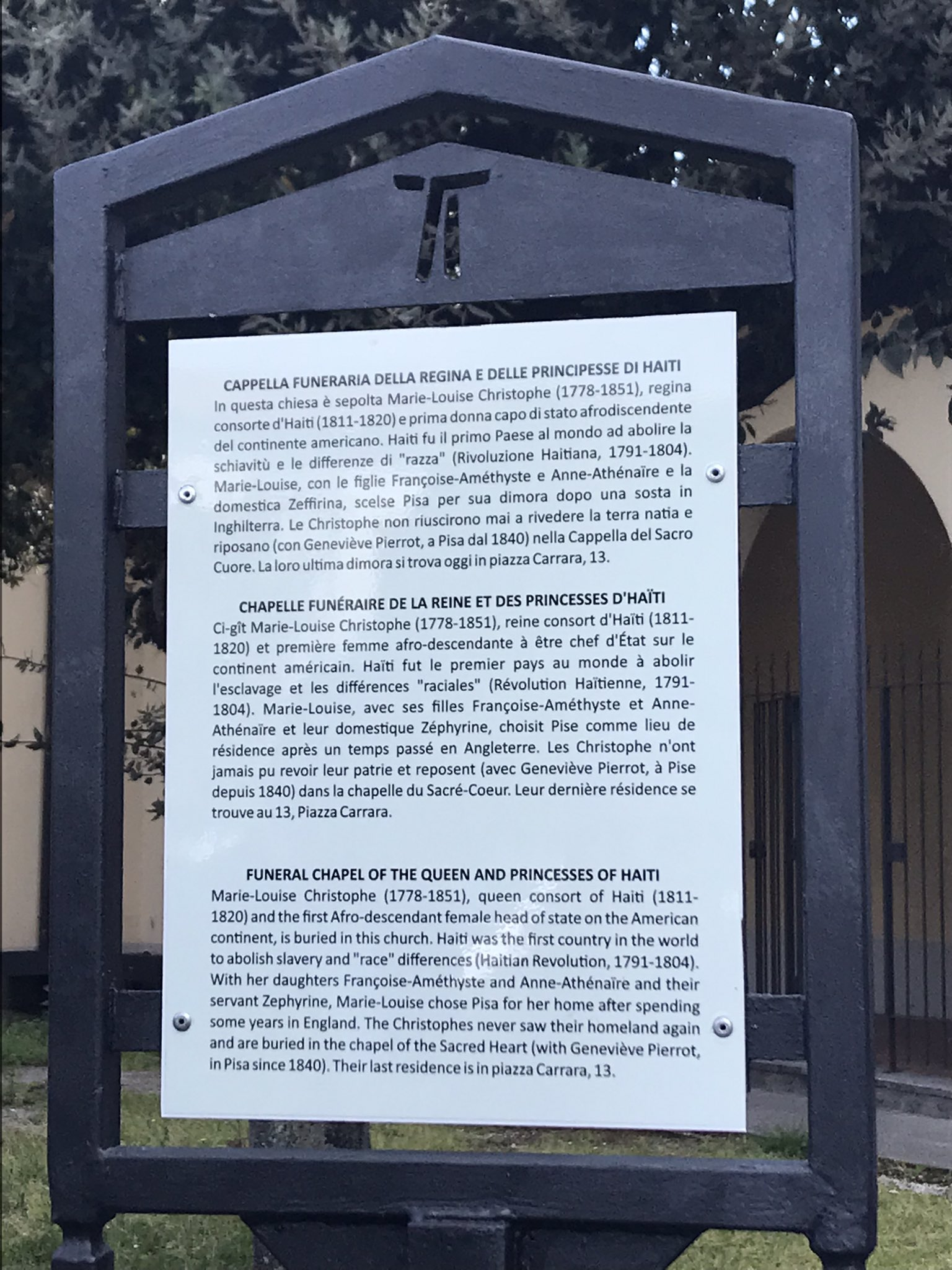
Capilla Funeraria de la Reina María Luisa en Pisa, Italia.

En agosto de 1821, salió de Haití con sus hijas bajo la protección de la flota británica, y viajó a Londres. Había rumores de que ella estaba buscando un dinero, tres millones de dólares, depositados por su esposo en Europa.
Marie-Louise vivió el resto de su vida discretamente en Italia con sus dos hijas en Pisa, en el Gran Ducado de Toscana, hasta que estas fallecieron en 1831 y 1839. Hicieron una gran visita a Roma en 1828. Poco antes de su muerte, escribió a Haití para solicitar infructuosamente permiso para regresar.